# Friedrich Ludwig Schmidt (Schauspieler, 1772)

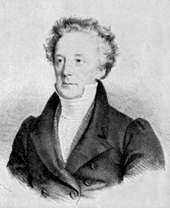
Friedrich Ludwig Schmidt, Porträt etwa 1830

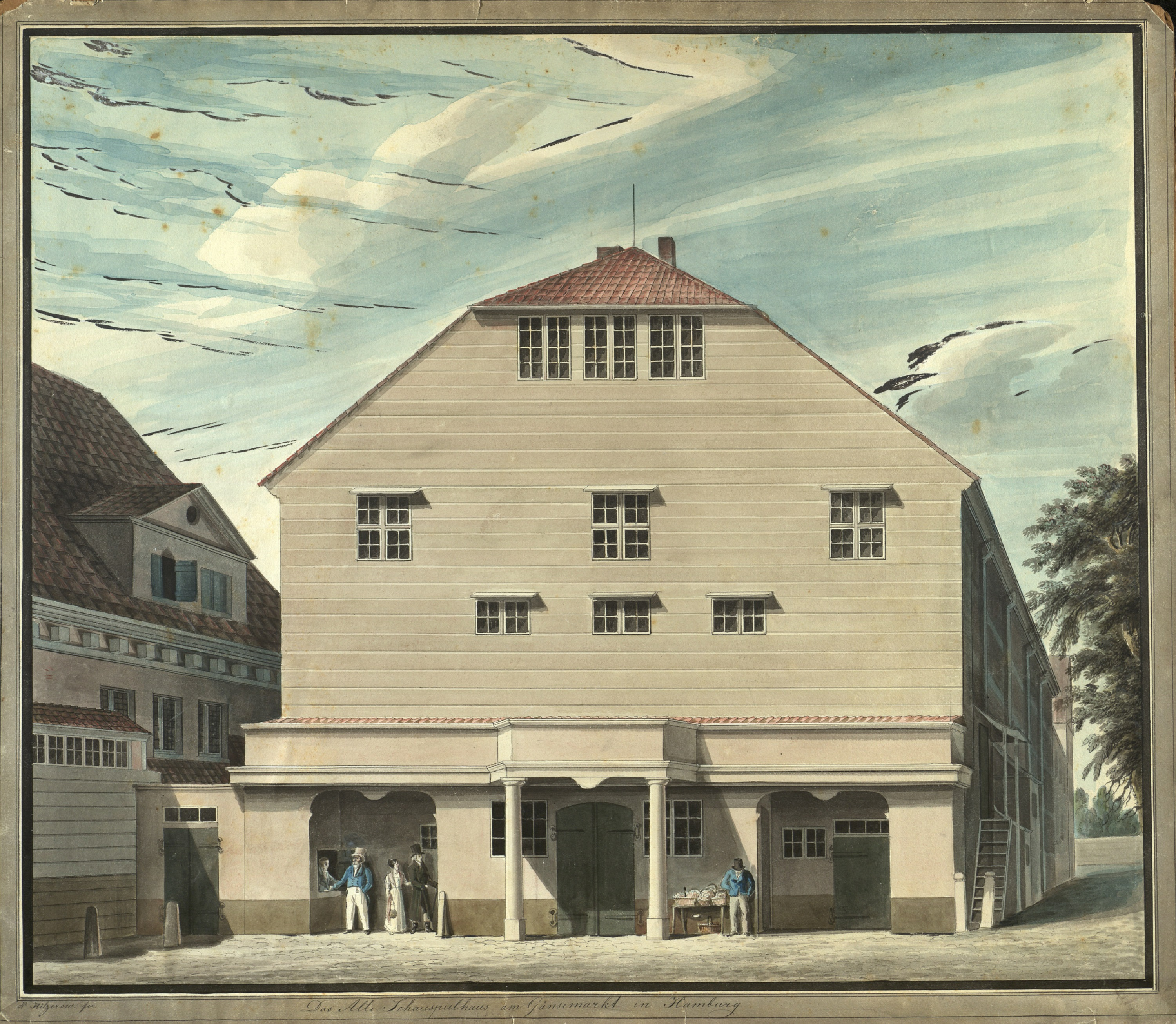
Das alte Hamburger Theater im Opernhof bis 1827

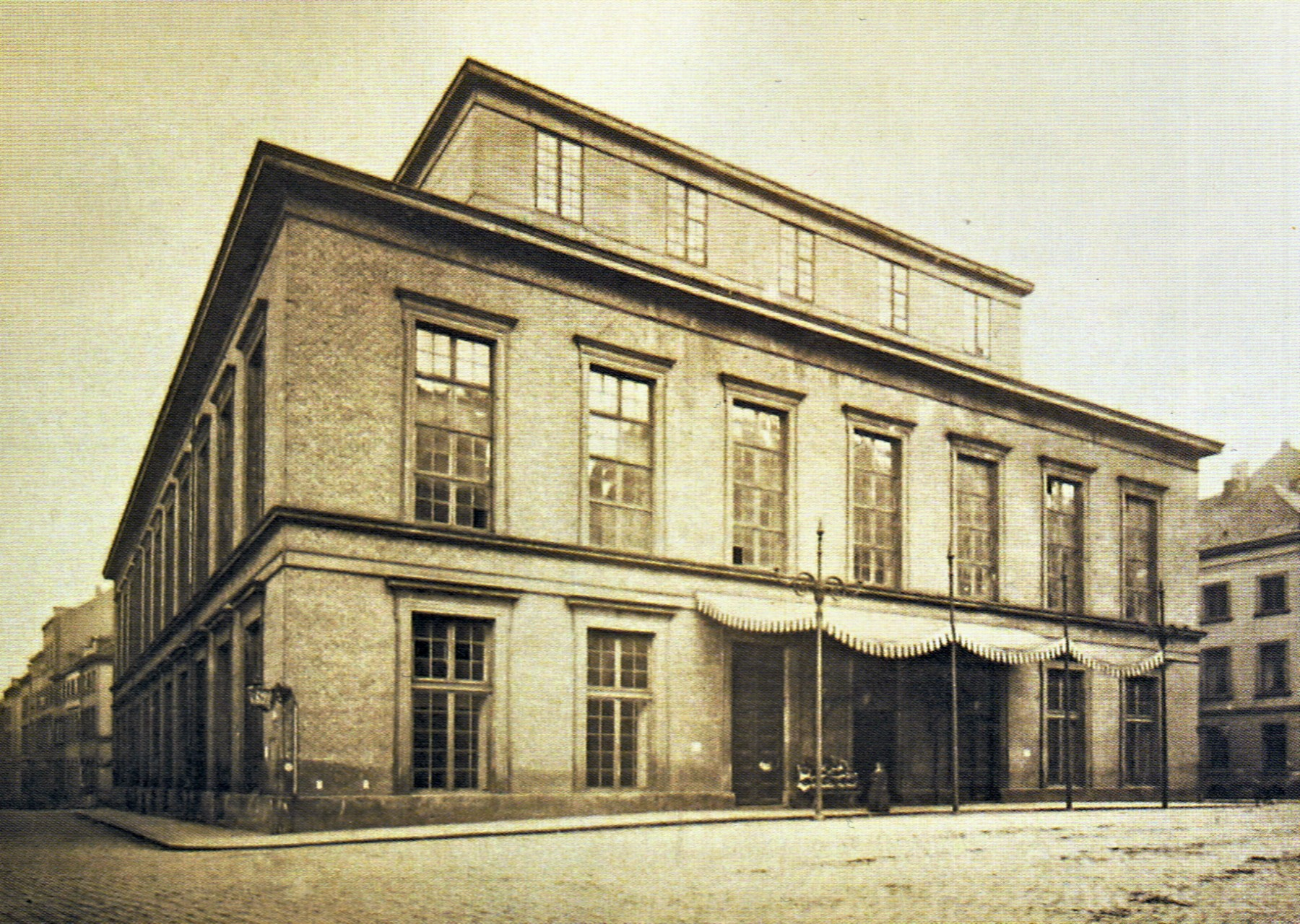
Das neue Theater an der Dammtorstraße, Fotografie um 1865

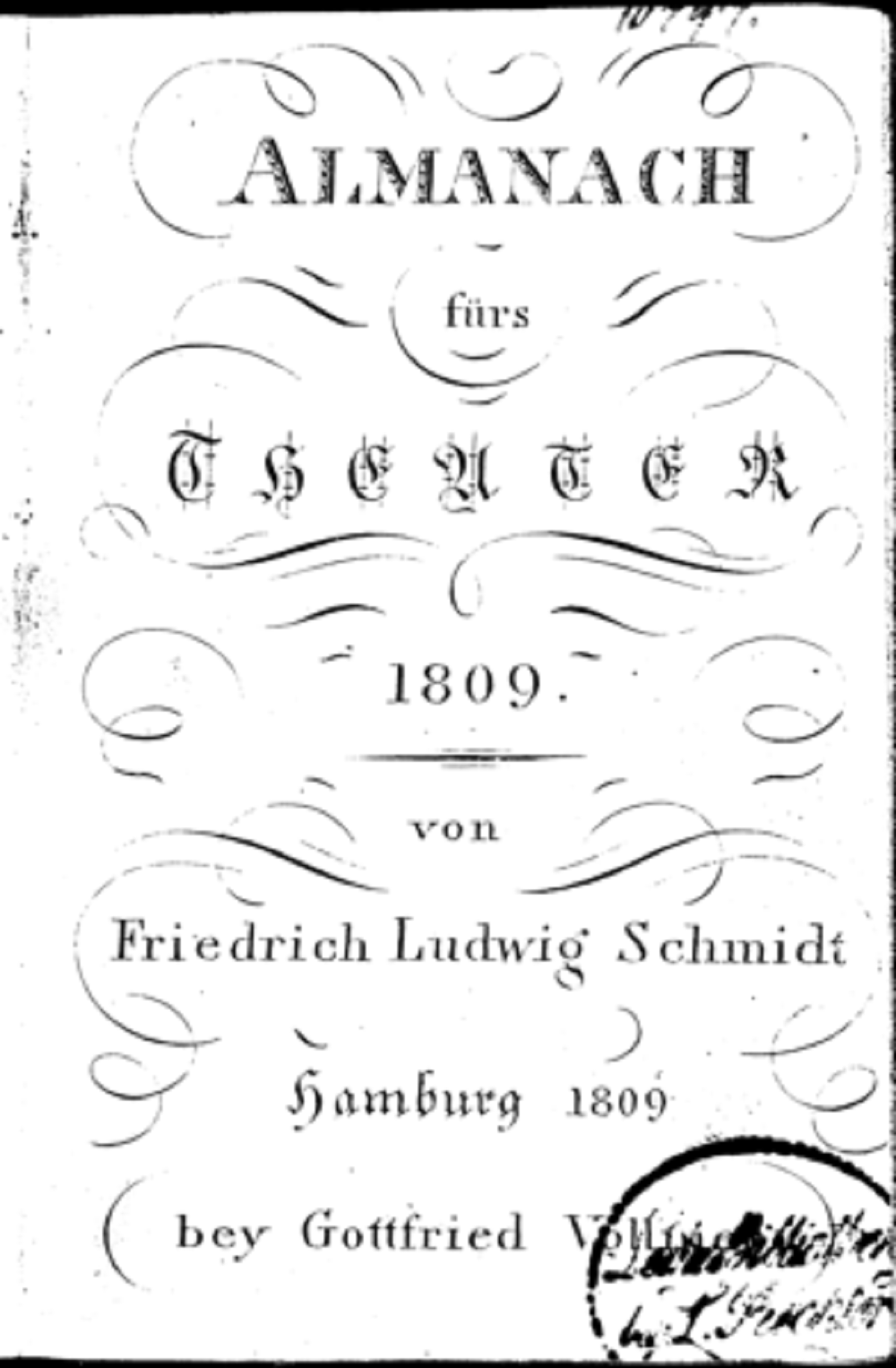
Deckblatt Almanach von 1809

Friedrich Ludwig Schmidt (* 5. August 1772 in Hannover; † 13. April 1841 in Hamburg) war ein deutscher Schauspieler, Theaterdirektor, Regisseur und Dramatiker.

## Leben
Als viertes von zwölf Kindern eines königlich-hannoverschen Zolleinnehmers besuchte Friedrich Ludwig Schmidt das Gymnasium bis zur Tertia, machte anschließend eine kaufmännische Lehre in einer großen „Schnittwaren“-Handlung und begann 1788 beim Kreischirurgen eine Ausbildung, die er 1791 mit dem Examen als Chirurgus bzw. Wundarzt abschloss.
Bereits 1786 hatte sein erster Theaterbesuch („Der Fähnrich“ von Friedrich Ludwig Schröder) in ihm die Leidenschaft für die Bühne geweckt, und 1788 debütierte er in einer Dilettantenvorstellung als Musikus Miller in „Kabale und Liebe“ von Friedrich Schiller, auch schrieb er, nach beliebtem Muster, einige Theaterstücke. Ohne Wissen seines Vaters ging er 1792 zur Schauspielergesellschaft von Johann Carl Tilly nach Braunschweig, wo er als Fedor Ossa in „Die Strelitzen“ von Babo debütierte. Er wurde zunächst als zweiter Liebhaber und in Bedientenrollen sowie in Singspielen eingesetzt, das Repertoire bestand vorwiegend aus Werken von Kotzebue und Schröder, aber auch von Shakespeare.
Gefördert vom Berliner Schauspieler Ferdinand Fleck wechselte Schmidt 1794 zur Gesellschaft von Döbbelin jun., wo er hauptsächlich als Heldendarsteller auftrat, besonders erfolgreich als Abällino in Heinrich Zschokkes gleichnamigem Schauspiel. Schmidt schrieb auch weiterhin kleine Theaterstücke, z. B. „Unglück prüft Tugend“, „Die Kette des Edelmuths“, „Rechtschaffenheit und Betrug“. Mit der Döbbelinschen Gesellschaft hatte er u. a. einen Gastauftritt am Berliner Hoftheater, wo er 1796 mit Beifall der königlichen Familie als Anton in „Die Jäger“ von Iffland auftrat.
Nach diesem Erfolg erhielt Schmidt noch 1796 aus Magdeburg ein Angebot für das neu erbaute Stadttheater und übernahm zusammen mit Alois Hostovsky die Regie des Theaters, von 1798 bis 1804 war er dort Theaterdirektor. Schmidt hielt engen Kontakt nach Berlin zu Iffland und Kotzebue sowie Delbrück, dem Erzieher der Prinzen Friedrich Wilhelm IV. und Wilhelm I., traf durch diese auch mit der Königsfamilie zusammen, wovon das Repertoire- und Schauspieler-Niveau in Magdeburg profitierte. Insgesamt inszenierte Schmidt für das Magdeburger Theater etwa 300 Stücke (Opern nicht eingerechnet), darunter Dramen Lessings, Schillers und Shakespeares. Sein Verdienst ist es u. a., dass sich Lessings „Nathan der Weise“ nach der Magdeburger Aufführung 1801 als Bühnenwerk durchgesetzt hat. Nach anhaltenden Personal- und Finanzierungsquerelen in der Theaterführung zog sich Schmidt 1804 auf seine Schauspielertätigkeit zurück und verabschiedete sich nach etwa einem Jahr ganz von der Magdeburger Bühne.
1806 wurde Schmidt von Direktor Herzfeld als Schauspieler an das Hamburger Theater verpflichtet, wo er bis kurz vor seinem Tode 1841 tätig war. Er debütierte als Baron Quelm in „Blinde Liebe“ von Kotzebue, brillierte auch in Hamburg als Franz Moor in „Die Räuber“ von Schiller und gefiel besonders als Baron Rückenmark in „Die Organe des Gehirns“ von Kotzebue sowie als Zurlering in „Nur er will sprechen“ von Schmidt selbst. Schmidt hatte freundschaftlichen Kontakt zu Friedrich Ludwig Schröder, welcher 1811 eine Zeit lang noch einmal die Theaterleitung übernommen und ihn zu seinem Regisseur ernannt hatte. Auf seinem Landgut in Rellingen und in seiner Stadtwohnung empfing Schröder ihn häufig, um ihn mit seinen dramaturgischen Grundsätzen und Ansichten vertraut zu machen. Von 1815 bis 1841 hatte Schmidt den Posten des Theaterdirektors inne zusammen mit zunächst Herzfeld, danach Lebrun ab 3. Mai 1827 im neuen Schauspielhaus (mit dessen Weiträumigkeit Schmidt sich nicht anfreunden konnte) und schließlich Mühling als Mitdirektoren. Auf Grund von schwerwiegenden gesundheitlichen Einschränkungen fühlte sich Schmidt den zunehmenden Unstimmigkeiten auf und hinter der Bühne nicht mehr gewachsen und entschied sich für seinen Ruhestand: Am 30. März 1841 gab er mit großem Beifall seine Abschiedsvorstellung als Hofrat Wacker in Das „Porträt der Mutter“ von Schröder. Bereits zwei Wochen später verstarb er ganz plötzlich durch Lungenversagen?

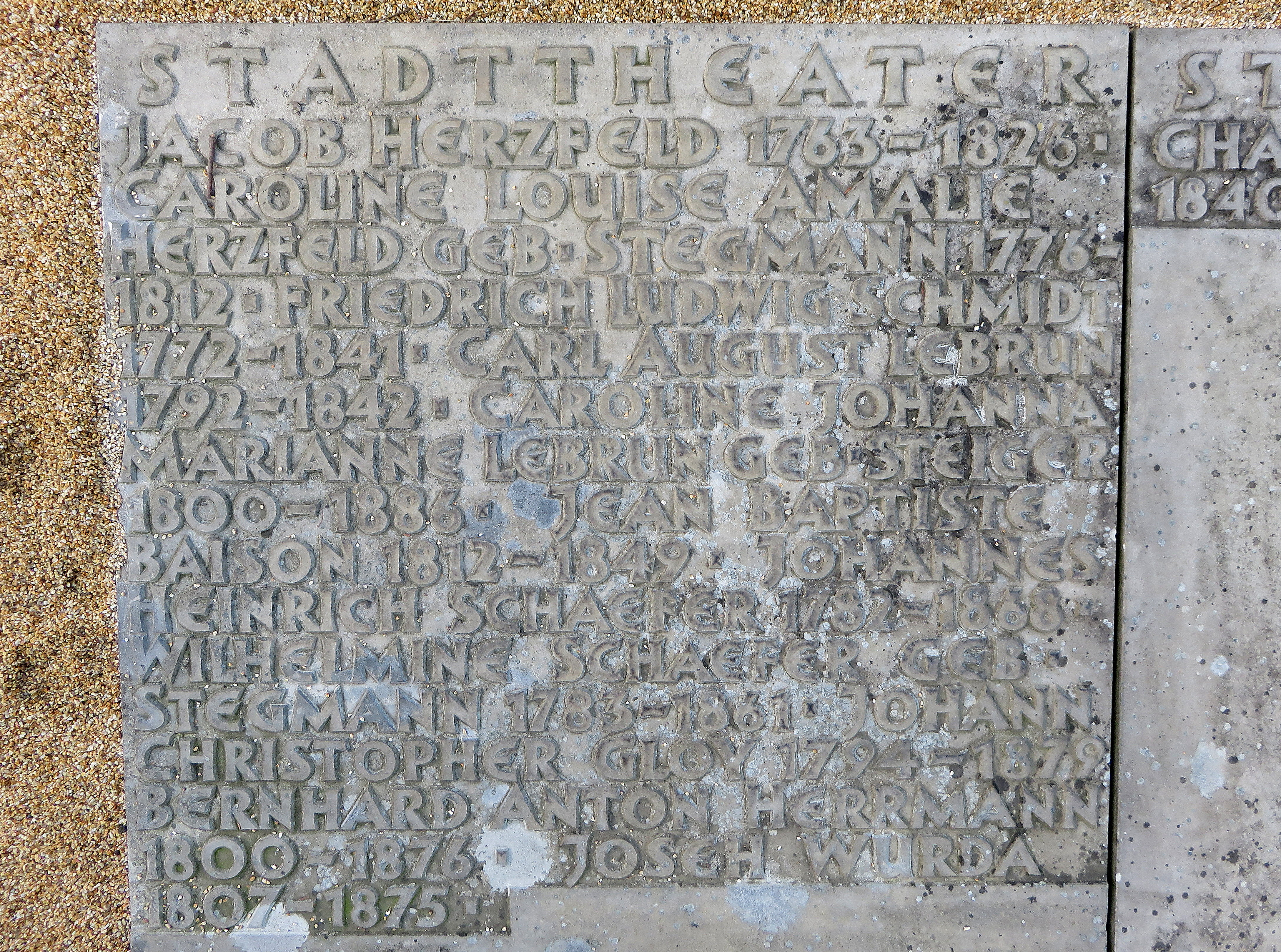
„Friedrich Ludwig Schmidt“, Sammelgrabmal Stadttheater, Friedhof Ohlsdorf

An Friedrich Ludwig Schmidt wird im Bereich des „Althamburgischen Gedächtnisfriedhofs“ des Ohlsdorfer Friedhofs auf der linken Hälfte der Doppel-Sammelgrabmalplatte „Stadttheater“ erinnert.

## Familie
In erster Ehe hatte Schmidt am 15. August 1792 die Schauspielerin Louise Wilhelmine Löwe aus der Schauspielerfamilie Löwe geheiratet, eine Schwester von Leopold Löwe. Die Ehe wurde 1794 wegen einer psychischen Erkrankung der Frau geschieden. In Magdeburg heiratete Schmidt 1796 die Beamtentochter Henriette Moers, die ihn um drei Jahre überlebte. Mit ihr hatte er u. a. den Sohn Philipp Schmidt (1800–1873), ein bekannter Arzt und Schriftsteller, seit 1831 verheiratet mit Betty Schmidt (1806–1887), geborene Elisabeth Johanna Friederike Schröder, einer Tochter der bekannten Tragödin Sophie Schröder. Dessen Sohn bzw. Friedrich Ludwig Schmidts Enkelsohn war der gleichnamige Friedrich (Wilhelm) Ludwig Schmidt, ein bekannter Bariton-Sänger und Opernregisseur. Die Tochter Helene Franziska (1802–1854) hatte 1821 den Juristen Nicolaus Binder geheiratet.

## Bühnenrollen (Auswahl)
- „Musikus Miller“ in Kabale und Liebe von Schiller
- „Fedor Ossa“ in Die Strelitzen von Babo
- „Abällino“ in Abällino von Zschokke
- „Anton“ in Die Jäger von Iffland
- „Quelm“ in Blinde Liebe von Kotzebue
- „Franz Mohr“ in Die Räuber von Schiller
- „Baron Rückenmark“ in Die Organe des Gehirns von Kotzebue
- „Zurlering“ in Nur er will sprechen von Friedrich Ludwig Schmidt
- „Der Wirt“ in Minna von Barnhelm von Lessing
- „Gastwirt Schips“ in Die Reise zur Hochzeit von Carl Gottlob Cramer
- „Dorfrichter Adam“ in Der zerbrochne Krug von Kleist
- „Vansen“ in Egmont von Goethe
- „Hofrat Wacker“ in Das Porträt der Mutter von Schröder

## Werke (Auswahl)
Über das Theater
- Almanach fürs Theater. 4 Bände. Gottfried Vollmer, Hamburg 1809–1811 und Wilhelm Rein, Leipzig 1812
- Dramaturgische Aphorismen. Band 1. Hoffmann und Campe, Hamburg 1820 (Digitalisat).
- Dramaturgische Aphorismen. Band 2. Hoffmann und Campe, Hamburg 1828 (Digitalisat).
- Dramaturgische Berichte. Band 3. F[riedrich] H[ermann] Nestler & Melle, Hamburg 1834 (Digitalisat).

Für das Theater
- Neue Hamburger Bühne. Eine Sammlung der neuesten Lustspiele: „Theilung der Erde“, „Gleiche Schuld, gleiche Strafe“ (nach dem Französischen), „Der zerbrochene Krug“ (Lustspiel in einem Aufzug nach Heinrich von Kleist). Heroldsche Buchhandlung / I.B. Wallishauser, Hamburg/Wien 1824 (Digitalisat).
- Die Kette des Edelmuths. Ein Lustspiel in zwey Aufzügen. Bartsch, Kaven, Hannover, Leipzig, Altona 1792 (Digitalisat SLUB Dresden).
- Rechtschaffenheit und Betrug. Original Schauspiel in drei Aufzügen. Christian Gottlob Hilscher, Leipzig 1794 (archive.org).
- Unglück prüft Tugend. Ein Schauspiel in drey Aufzügen. In: Neue Sammlung deutscher Schauspiele. Band 7. Grätz 1796, S. 1–102, (Scanseite 9–110) (Digitalisat SBB Berlin).
- Mathilde von Heideck. Ein Schauspiel in fünf Aufzügen. Leichsche Buchhandlung, Brandenburg 1801 (Digitalisat).
- Die Neugierigen. Lustspiel in drei Aufzügen. In: Neue Schauspiele. Band 1. Gottfried Vollmer, Hamburg 1808 (Digitalisat).
- Nur er will sprechen. Lustspiel in einem Aufzug (nach dem französischen). In: Neue Schauspiele. Band 1. Gottlieb Vollmer, Hamburg 1808 (Digitalisat).
- Die ungleichen Brüder. Luistspiel in drey Autzügen. Hoffmann und Campe, Hamburg 1817 (Digitalisat).
- Der Sturm von Magdeburg. Vaterländisches Schauspiel in fünf Aufzügen. Keilsche Buchhandlung, Magdeburg 1799 (Digitalisat GDZ Göttingen).[8]
- Die Belagerung von Magdeburg im Jahre 1551. Vaterländisches Schauspiel in fünf Aufzügen. In: Neue Schauspiele. Band 1. Gottlieb Vollmer, Hamburg 1808 (Digitalisat).

## Porträts
- Carl Gottfried Eybe, Porträt (halbe Figur), Schauspieldirektor Friedrich Ludwig Schmidt, Leinwand: 28,5 × 23,5 cm, bez.: 1850[10].
- Carl Gottfried Eybe, Porträt (halbe Figur), Dorothea Henriette Auguste Eleonore Schmidt, geb. Moers, Leinwand: 28,5 × 23,5 cm, bez.: 1850[11]